# Hotel Waldhaus Vulpera

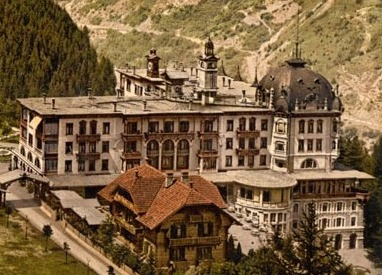
Bauten der Hotelgesellschaft Waldhaus Vulpera, um 1900

Das Hotel Waldhaus Vulpera war ein Kurgebäude und Grandhotel in Graubünden. Das im Neorenaissance-Stil erbaute Gebäude mit kunstvollen Sgraffito-Elementen galt europaweit lange Zeit als erste Adresse im Bädertourismus der Alpen und Wahrzeichen der Belle Époque. Mit 270 Betten war es das grösste Hotel in Scuol-Tarasp-Vulpera. Es ging als einer der bedeutendsten Hotelneubauten des 19. Jahrhunderts in die Architekturgeschichte ein. 1989 brannte es, vermutlich infolge einer Brandstiftung, ab.

## Geschichte

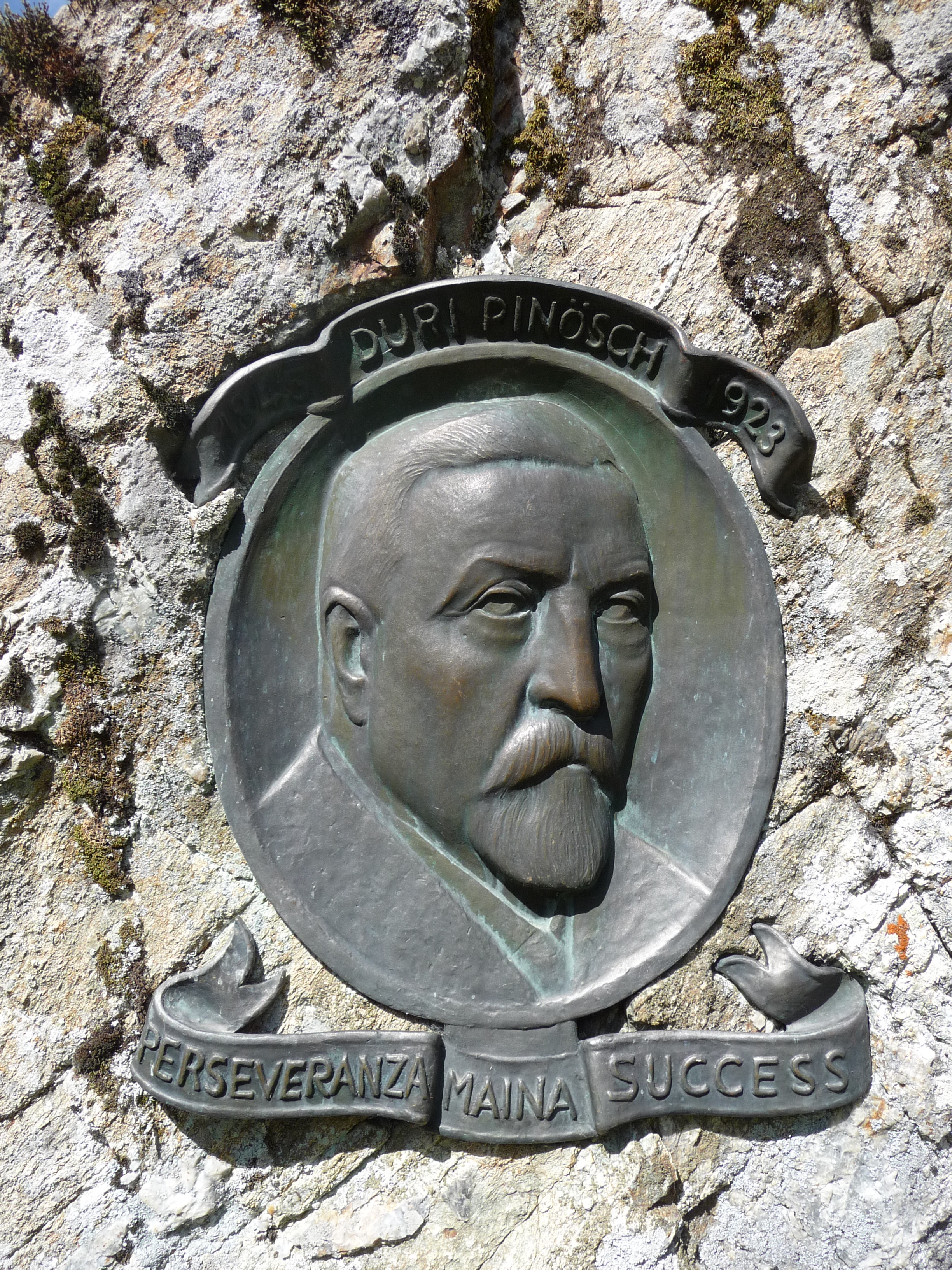
Gedenkstein des Hoteliers Duri Pinösch im Kurpark Vulpera

Erbaut wurde das Grandhotel Waldhaus Vulpera 1896–1897 im Auftrag der Hotelgesellschaft Waldhaus Vulpera durch den Architekten Nikolaus Hartmann senior (1838–1903). Eröffnet wurde es am 8. Juni 1897. Zu den regelmässigen Gästen gehörte ab 1959 auch Friedrich Dürrenmatt, der seine Aufenthalte nutzte, um sie in seinen letzten Roman Durcheinandertal einfliessen zu lassen. Der Roman, laut Schlusszeile fertiggestellt am 19. April 1989, endet mit dem Niederbrennen eines dem Grandhotel nachempfundenen Kurhauses.
Im Jahr 1883 übernahmen die Gebrüder Duri und Caspar Pinösch aus Ardez die Pension Waldhaus in Vulpera. Der Keller und die Parterre-Räume der Pension Waldhaus wurden teilweise in den Südflügel des Hotelneubaus von 1896–1897 integriert, der Rest der Pension Waldhaus wurde abgerissen.

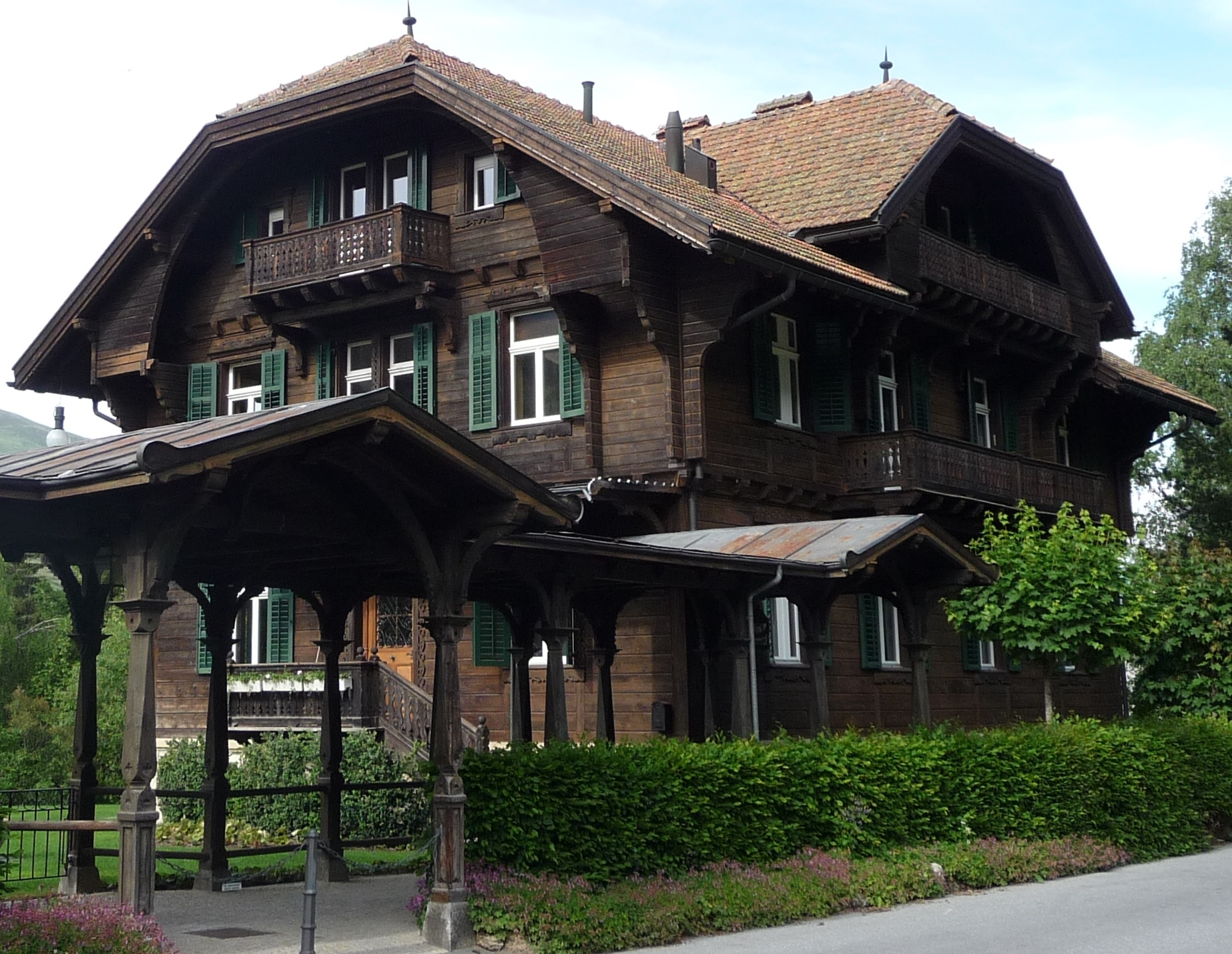
Villa Wilhelmina

Im Jahr 1886 wurde ein Holz-Chalet als «Villa Dependance» des Hotels Waldhaus Vulpera im Auftrag der Gebrüder Pinösch durch die Baumeister Baur und Nabholz (Seefeld Zürich) errichtet. Vom 10. Juni bis 11. Juli 1894 war in diesem Chalet die Königin der Niederlande Wilhelmina zu Gast. Aufgrund dessen trägt die Villa nun den Namen Villa Wilhelmina oder Villa Wilhelmine.
Im Jahr 1894 erhielt Vulpera ein eigenes Kraftwerk von Brown, Boveri & Cie und Escher Wyss & Cie. 1930 erbaute die Hotelgesellschaft Waldhaus Vulpera das dritte Hotel-Freibad in der Schweiz (auch Strandbad genannt).
Am 27. Mai 1989 wurde das Hotel bei einem durch Brandstiftung verursachten Grossbrand zerstört, sechs Wochen nach dem Erscheinen von Friedrich Dürrenmatts Roman Durcheinandertal, in dem das literarische Pendant des Hauses abbrannte. Es entstand ein Totalschaden mit einer Schadenssumme von 23 Mio. Franken. Die Täter konnten nie ermittelt werden.
Heute liegt dort eine Parkanlage, in der sich noch Elemente des Grandhotels (Brunnenanlage und Gusseisensäulen) sowie die Villa Wilhelmina befinden. 
Heute noch im Betrieb befindliche Hotels der ehemaligen Hotelgesellschaft Waldhaus Vulpera sind das Hotel Schweizerhof (erbaut 1898–1900 durch Karl Gottlieb Koller), das Hotel Villa Post (erbaut 1901 als Postbüro von Vulpera) und das Hotel Villa Engiadina (erbaut 1901 durch Karl Gottlieb Koller). Das noch im Originalzustand existierende Hotelfreibad, die 1923 geschaffenen Golfanlagen des Golf Clubs Vulpera und das Kraftwerkmuseum zeugen ebenfalls noch von der Schaffenskraft der Hoteliersdynastie Pinösch. Vor allem durch diese einzigartigen Hotelbauten wurde Vulpera in das Inventar der schützenswerten Ortsbilder der Schweiz aufgenommen.
Die Gästekarteikarten, aus dem Privatbesitz des letzten Hoteldirektors Rolf Zollinger, wurden erstmals 2007 in der Ausstellung «Grand Hotel Bühne der Literatur» im Literaturhaus München gezeigt. 2021 fand die lange verschollen geglaubte Gästekartei Eingang in das Werk Keine Ostergrüsse mehr. Sie wird von Historikern als «kultureller Schatz» bewertet, da sie unter anderem ein Dokument des Antisemitismus in der Schweiz sei. So finden sich unter anderem bei vielen Kunden jüdischer Herkunft entsprechende antisemitische Kommentare.

## Ausstellungen
- Wie es dem Gast gefällt. Hotelarchitektur einst und heute. Gelbes Haus (Flims), 2008–2009. (Die Ausstellung präsentierte zehn Hotelbiographien, unter anderem: Waldhaus Vulpera – heiss abgebrochen?)
- Grand Hotel Abgrund: Dichtung und Dichter im Hotel. Stiftung Schloss Neuhardenberg. 1. September 2009 bis 25. Oktober 2009. (Die vom Literaturhaus München konzipierte Ausstellung umfasste unter anderem Ausstellungsstücke aus dem Hotel Waldhaus Vulpera, ergänzt um weitere Ausstellungsstücke aus Grand Hotels in Berlin; erweitert um eine bildkünstlerische Installation von Udo Lindenberg.)
- Architektur einer Familie. Ausstellung über den Architekten des Waldhaus Vulpera. Rätisches Museum in Chur, 30. Oktober 2015 – 7. Februar 2016.

## Filme
- 1941: Entstehung und Wirkung der Quellen von Tarasp-Schuls-Vulpera. Lehrfilm mit Trickfilmsequenzen und Aufnahmen des Kurortes Tarasp-Vulpera. Stummfilm mit Untertiteln, schwarz-weiss. Produziert von den Kurärzten des Grand Hotels Waldhaus Vulpera, Pauline Lenz und M. S. Meier. In Zusammenarbeit mit der Schmalfilm AG, Zürich.
- 1985: Tender is the Night. (deutscher Titel: Zärtlich ist die Nacht)  BBC-Verfilmung als Mini-Serie mit 6 Folgen. Nach dem gleichnamigen Roman von F. Scott Fitzgerald. Das Hotel Waldhaus Vulpera diente der Produktion als Kulisse.
- 1989: Brand des Hotel Waldhaus in Vulpera. Fernsehdokumentation von Claudia Knapp. Rätoromanische Sprache, Länge 6 Min.